# Сернехольт, Марие Элеонор
Марие Элеонор Сернехольт (швед. Marie Eleonor Serneholt; 11 июля 1983, Стокгольм) — шведская певица, актриса, телеведущая.

## Биография
Родилась в Стокгольме. Младший ребёнок в семье (сестра Малу старше её на три года, брат Йонас — на восемь лет). В шоу-бизнес попала ещё в детстве, сыграв главную роль в мюзикле. В 1998 году, когда Марие училась в хореографической школе, на неё обратили внимание продюсеры звукозаписывающего лейбла Stockholm Records, набиравшие участников для нового проекта. Так она попала в подростковую поп-группу A*Teens, в составе которой получила большую известность в Швеции и побывала во многих странах мира. Слухи о её сольной карьере появились задолго до распада группы, фактически произошедшего в 2004 году.
После распада A*Teens Марие вела различные телевизионные шоу, участвовала в озвучивании фильмов, выступила моделью для нескольких журналов и стала лицом косметической фирмы Maybelline. В 2005 году она связалась с музыкальным продюсером Йоргеном Элоффсоном, ранее работавшим с Бритни Спирс и Селин Дион. В следующем году Марие выпустила свою первую сольную работу — альбом Enjoy the Ride, имевший умеренный успех в Швеции (9-е место в национальном хит-параде) и сопровождавшийся тремя синглами, причём видеоклип на одну из композиций (That’s The Way My Heart Goes) имел бюджет в 500 тыс. долларов.
Выход второго альбома Марие ожидался в 2008—2009 годах, он был записан, однако по неизвестной причине так и не выпущен. С конца 2000-х годов Марие прекратила активную сольную карьеру, за исключением участия в Melodifestivalen. Она играла в театре и вела несколько шведских телевизионных шоу.
В интервью Марие избегает подробностей своей личной жизни. В период существования A*Teens долгое время ходили слухи о её отношениях с другим участником группы Дани Ленневальдом, что постоянно опровергалось. Также появлялась информация о том, что у неё был роман с Дунканом Джеймсом, участником бой-бэнда Blue (сам Джеймс подтвердил этот факт после разрыва отношений), и продюсером Рами Якубом. В 2008—2011 годах Марие встречалась с известным в Швеции певцом Монсом Сельмерлёвом. Позднее встречалась с Фредриком Палмквистом и в сентябре 2018 года родила от него двойню.

## Евровидение

### Melodifestivalen 2009
Марие подала заявку на участие в конкурсе песни Евровидение 2009 за Швецию. В декабре 2008 года она была названа «джокером» для 1-го полуфинала Melodifestivalen. Полуфинал прошёл 7 февраля 2009 года, Марие на нём выступала с композицией Disconnect Me и заняла 6-е место, не попав ни в финал, ни в Andra Chansen («Второй шанс»). Предполагалось, что Disconnect Me станет первым синглом со второго альбома Марие.

### Melodifestivalen 2011
На конкурсе Melodifestivalen 2011 года Марие была соведущей вместе с Рикардом Олссоном. Примечательно, что на этот раз в конкурсе принимала участие Сара Лумхольдт, вместе с которой Марие выступала в группе A*Teens.

### Melodifestivalen 2012
Марие приняла участие в Melodifestivalen 2012 года. Она выступила в первом полуфинале (4 февраля 2012) с песней «Salt & Pepper» и заняла 6 место.

## Театральная карьера
В возрасте 9 лет Марие Сернехольт играла роль Мадикен в мюзикле, шедшем в стокгольмском театре Göta Lejon.
В феврале 2010 года состоялась премьера шведской постановки известного бродвейского мюзикла «Бриолин», в которой Марие исполняет одну из главных ролей.

## Дискография

### Альбомы
- Enjoy the Ride (29 марта 2006)

### Синглы
- That’s the Way My Heart Goes (22 февраля 2006)
- I Need a House (6 июня 2006)
- Oxygen (9 октября 2006)
- Disconnect Me (февраль/март 2009)
- Himlen i Min Famn (декабрь 2011)
- Salt & Pepper (февраль 2012)

## Дополнительные факты
- В 2003 году журнал Café поместил Марие на третье место в своём списке самых сексуальных женщин Швеции[5].